# Vålajärv
Vålajärv är en sjö i Älvsbyns kommun i Norrbotten och ingår i Piteälvens huvudavrinningsområde. Sjön har en area på 0,0451 kvadratkilometer och ligger 171,5 meter över havet.

## Delavrinningsområde
Vålajärv ingår i det delavrinningsområde (729041-172356) som SMHI kallar för Utloppet av Djupträsket. Medelhöjden är 205 meter över havet och ytan är 11,9 kvadratkilometer. Det finns inga avrinningsområden uppströms utan avrinningsområdet är högsta punkten. Vattendraget som avvattnar avrinningsområdet har biflödesordning 3, vilket innebär att vattnet flödar genom totalt 3 vattendrag innan det når havet efter 64 kilometer. Avrinningsområdet består mestadels av skog (58 procent). Avrinningsområdet har 1,31 kvadratkilometer vattenytor vilket ger det en sjöprocent på 11 procent.